# Gomphidia
Gomphidia é um género de libelinha da família Gomphidae.
Este género contém as seguintes espécies:
- Gomphidia bredoi
- Gomphidia pearsoni
- Gomphidia quarrei